# Dysoptus asymmetrus
Dysoptus asymmetrus là một loài bướm đêm thuộc họ Arrhenophanidae. Nó là loài duy nhất được tìm thấy ở type locality in miền nam Venezuela, nhưng nó sẽ được tìm thấy ở vùng rừng mưa nhiệt đới đất thấp của Amazonia.
Chiều dài cánh trước là 4.4-4.7 mm đối với con đực. Con trưởng thành bay vào đầu tháng 2 (dựa trên một ghi chép).